# Felipe Camargo
Luiz Felipe de Camargo e Almeida Neto (Rio de Janeiro, 1 de agosto de 1960) é um ator brasileiro.

## Biografia
No início de sua carreira participou de várias peças teatrais incluindo uma montagem de Capitães de Areia.
Despontou para a fama ao protagonizar a clássica minissérie Anos Dourados (1986), de Gilberto Braga, em que fez o protagonista e par romântico com Malu Mader. De 25 de agosto de 1986 a 21 de março de 1987 atuou em Roda de Fogo como o personagem Pedro, filho de Renato Villar (Tarcísio Meira) e Maura Garcez (Eva Wilma). Em seguida, foi o protagonista da novela Mandala, de Dias Gomes e Marcílio Moraes, onde conheceu e se apaixonou por Vera Fischer, sua companheira durante oito anos, em um casamento destacado por brigas e desentendimentos notórios.
Participou de Andando nas Nuvens, de Euclydes Marinho, Um Anjo Caiu do Céu, de Antonio Calmon, Senhora do Destino, de Aguinaldo Silva, A Padroeira e Alma Gêmea, ambas de Walcyr Carrasco e Cobras & Lagartos, de João Emanuel Carneiro.
Em 1993 tentou a carreira de cantor gravando duas músicas e se apresentando em alguns programas, mas depois desistiu, voltando à sua antiga profissão.
Em 2006, deixou a Rede Globo para protagonizar Paixões Proibidas, telenovela de época da Rede Bandeirantes, onde interpretou o pirata Alberto. No mesmo ano, também fez uma participação na série Filhos do Carnaval da HBO.
Trabalhando apenas no teatro, em 2009 foi convidado pelo cineasta Fernando Meirelles para protagonizar a minissérie Som & Fúria, uma parceria da Globo com a O2 Filmes, marcando seu retorno a emissora.
Esteve em 2010 em Tempos Modernos, de Bosco Brasil, e em 2011 no sucesso Cordel Encantado.
Em 2012 interpretou o cético médico Gabriel, na novela das seis Amor Eterno Amor e, em 2013 interpretou na trama das sete Sangue Bom, o frustrado artista plástico Péracio, par romântico da garçonete Rosemere (Malu Mader), revivendo a antiga parceira com a atriz iniciada em Anos Dourados.
Em 2013 fez o personagem Ronaldo Boscoli em Elis, A Musical. Em 2014 integrou o elenco de Malhação, onde viveu um triângulo amoroso com Patrícia França e Daniele Suzuki. Em 2015 fez a novela Além do Tempo, dando vida ao personagem Bernardo e fazendo par romântico com Ana Beatriz Nogueira.
Em 2019 protagonizou o filme O Juízo de Andrucha Waddington, em que interpreta dois personagens, sendo eles o proprietário de uma fazenda (no passado) e posteriormente o seu neto (no futuro).

## Vida pessoal
Em 1987, durante as gravações da telenovela Mandala, começou a namorar com a atriz Vera Fischer, com quem morou junto de 1988 a 1995. O casal teve um filho, Gabriel Fischer de Camargo, nascido de parto normal, no Rio de Janeiro, em 14 de dezembro de 1993. A união conjugal conturbada ganhou as capas dos jornais e revistas diversas vezes devido as traições, agressões físicas de ambas as partes e constantes discussões do casal, inclusive nos bastidores de Pátria Minha, que gerou uma suspensão dos dois da telenovela. Após a separação Vera e Felipe entraram em uma batalha judicial pela guarda do filho, que acabou ficando com o ator devido ao momento instável que a atriz vivia em relação ao abuso de drogas. Felipe, neste época, já estava recuperado da dependência química de álcool e drogas, e por isso conseguiu legalmente a tutela de seu filho Gabriel.
Após manter relacionamentos casuais durante alguns anos, em 2007 assumiu estar em um relacionamento sério com a fisioterapeuta Maria Luiza Guimarães. No mesmo ano o casal foi viver juntos. Em 14 de março de 2011, nasceu de parto cesariana, no Rio de Janeiro, seu segundo filho, Antônio Guimarães de Camargo.
A década de 1990 foi marcada por um período de ostracismo em sua carreira. Além do seu envolvimento com as drogas e o álcool, e o término conturbado do seu casamento com Vera Fischer, em 20 de junho de 1990 Felipe envolveu-se em um acidente, no qual o jovem Agostinho Dias Carneiro Júnior, de 21 anos, veio a falecer. O carro de Felipe bateu no carro de Agostinho, mas o ator foi absolvido por falta de provas.
Durante sua carreira artística tentou fazer sucesso como cantor, mas não obteve êxito. O ator converteu-se ao espiritismo em 2000. Felipe é primo do também ator Jorge Pontual, e irmão do ex-ator Eduardo Camargo. Tem como hobby a fotografia.

## Filmografia

### Televisão
| Ano       | Trabalho/Obra              | Personagem                              | Notas                                  |
| --------- | -------------------------- | --------------------------------------- | -------------------------------------- |
| 1986      | Anos Dourados              | Marcos Cantanhede                       |                                        |
| 1986      | Roda de Fogo               | Pedro Garcez Villar                     |                                        |
| 1987      | Mandala                    | Édipo Junqueira                         |                                        |
| 1989      | O Sexo dos Anjos           | Adriano / Emissário da Morte            |                                        |
| 1992      | Pedra sobre Pedra          | Jerônimo Batista                        | Episódio: "6 de janeiro"               |
| 1992      | Despedida de Solteiro      | João Marcos Batista Barbosa             |                                        |
| 1993      | Você Decide                | Bob                                     | Episódio: "Paixão Mortal"              |
| 1994      | Você Decide                | —                                       | Episódio: "Abuso Sexual"               |
| 1994      | Pátria Minha               | Inácio Fonseca                          |                                        |
| 1995      | A Idade da Loba            | Otávio Vilar Muniz                      |                                        |
| 1997      | Você Decide                | —                                       | Episódio: "A Pestinha"                 |
| 1997      | A Justiceira               | Antonio                                 | Episódio: "Viagem ao Inferno"          |
| 1998      | Corpo Dourado              | Tadeu dos Santos                        |                                        |
| 1999      | Você Decide                | Pedro / Luiz                            | Episódio: "Liberdade"                  |
| 1999      | Andando nas Nuvens         | Bob Lacerda                             |                                        |
| 1999      | Malhação                   | Professor Adalberto de Medeiros (Beto)  | Temporada 6                            |
| 2000      | Você Decide                | Marcelo                                 | Episódio: "Mania de Casar"             |
| 2001      | Um Anjo Caiu do Céu        | Josué Arantes                           |                                        |
| 2001      | Brava Gente                | Zacarias                                | Episódio: "Proezas do Finado Zacarias" |
| 2001      | A Padroeira                | Frei Tomé de Freitas                    |                                        |
| 2004      | Carga Pesada               | Sebastião                               | Episódio: "A Gente Chega Lá"           |
| 2005      | Senhora do Destino         | Dr. Edmundo Cantareira                  | Episódios: "13 de janeiro–5 de março"  |
| 2005      | Alma Gêmea                 | Dr. Julian Enke                         |                                        |
| 2006      | Filhos do Carnaval         | Anésio Gebara (Anesinho)                |                                        |
| 2006      | Cobras & Lagartos          | Sidney / Antônio Carlos Barata da Silva | Episódios: "5 de maio–4 de setembro"   |
| 2006      | Paixões Proibidas          | Alberto de Miranda                      |                                        |
| 2009      | Som & Fúria                | Dante Viana                             |                                        |
| 2010      | Tempos Modernos            | Vinícius Porto de Mello (Portinho)      |                                        |
| 2011      | Cordel Encantado           | Duque Petrus de Bragança                |                                        |
| 2012      | Amor Eterno Amor           | Gabriel Allende                         |                                        |
| 2012      | Louco por Elas             | Salomão Tajes                           | Episódio: "4 de dezembro"              |
| 2013      | Sangue Bom                 | Perácio Fernão Pais                     |                                        |
| 2014      | Malhação Sonhos            | Marcelo Ramos                           |                                        |
| 2015      | Além do Tempo              | Bernardo Castellini                     |                                        |
| 2015      | Além do Tempo              | Bernardo Boldrin                        |                                        |
| 2016      | Segredos de Justiça        | Carlos                                  | Episódio: "Um Dia de Cada Vez"         |
| 2017      | Novo Mundo                 | José Bonifácio de Andrada e Silva       |                                        |
| 2018      | Assédio                    | Ronaldo                                 |                                        |
| 2018      | Espelho da Vida            | Américo Valência                        |                                        |
| 2018      | Espelho da Vida            | Eugênio Castelo                         |                                        |
| 2020      | Todas as Mulheres do Mundo | Cândido                                 | Episódios: "Adriana" / "Elisa"         |
| 2022-2024 | De Volta aos 15            | Antônio Rocha                           | (1–2ª Temporada) Original Netflix      |
| 2023      | Santo Maldito              | Reinaldo                                |                                        |
| 2025      | Dias Perfeitos             | Gustavo                                 |                                        |
| —         | Na Minha Pele              | Homero                                  |                                        |

### Cinema
| Ano  | Trabalho                           | Personagem          | Notas   |
| ---- | ---------------------------------- | ------------------- | ------- |
| 1985 | Martelo de Prata                   |                     |         |
| 1985 | Urubus e Papagaios                 |                     |         |
| 1991 | A maldição do Sanpaku              | Poeta               |         |
| 1999 | O dia da caça                      | Raul                |         |
| 2002 | A paixão de Jacobina               | Genuíno             |         |
| 2005 | Odio a Frank Zappa                 | —                   | Direção |
| 2005 | Jogo Subterrâneo                   | Martín              |         |
| 2006 | Sonhos e Desejos                   | Saulo               |         |
| 2012 | Xingu                              | Orlando Villas-Bôas |         |
| 2013 | Giovanni Improtta                  | Djalma              |         |
| 2014 | Boa Sorte                          | Luís                |         |
| 2019 | O Juízo                            | Augusto             |         |
| 2020 | Alice & Só                         | Tinho               |         |
| 2022 | Gael, Seu Motorista Está À Caminho | Sebaste             |         |

### Web
| Ano  | Trabalho/Obra          | Personagem   | Notas                                      |
| ---- | ---------------------- | ------------ | ------------------------------------------ |
| 2016 | A Lenda do Mão de Luva | Casco de Boi | Spin-of da telenovela Liberdade, Liberdade |

## Prêmios e indicações
| Ano  | Premiação                                             | Categoria                             | Nomeações              | Resultado |
| ---- | ----------------------------------------------------- | ------------------------------------- | ---------------------- | --------- |
| 1984 | Prêmio Mambembe                                       | Melhor Ator em Peça Infantil          | Tá na Hora, Tá na Hora | Indicado  |
| 1987 | Troféu Imprensa                                       | Melhor Revelação Masculina            | Roda de Fogo           | Venceu    |
| 2009 | Prêmio Extra de Televisão                             | Melhor Ator                           | Som e Fúria            | Indicado  |
| 2009 | Prêmio Arte Qualidade Brasil                          | Melhor Ator em Minissérie             | Som e Fúria            | Venceu    |
| 2010 | Troféu Associação Paulista de Críticos de Arte (APCA) | Melhor Ator                           | Som e Fúria            | Venceu    |
| 2014 | Prêmio Cesgranrio de Teatro                           | Melhor Ator em Musical                | Elis - O Musical       | Indicado  |
| 2018 | Prêmio The Brazilian Critic                           | Melhor Ator Coadjuvante em Telenovela | Espelho da Vida        | Indicado  |
| 2019 | Prêmio Extra de Televisão                             | Melhor Ator Coadjuvante               | Espelho da Vida        | Venceu    |
| 2021 | Festival Sesc Melhores Filmes                         | Melhor Ator Nacional                  | Alice & Só             | Indicado  |